# Antinea, l'amante della città sepolta
Antinea, l'amante della città sepolta è un film del 1961 diretto da Edgar G. Ulmer.
Pellicola fantastica/fantascientifica, è la quarta trasposizione cinematografica ispirata dal romanzo L'Atlantide di Pierre Benoît.

## Trama
Tre geologi mentre sorvolavano con un elicottero la zona dei monti dell'Hahggar alla vigilia di un test atomico, vengono costretti ad un atterraggio di fortuna da un'improvvisa tempesta.
Rifugiatisi in una grotta, salvano dall'annegamento un tuareg di nome Tamal. Questi con la promessa di aiutarli, torna di notte con altri uomini e facendoli prigionieri li conduce tramite una profonda caverna all'interno della montagna, dove si trova un misterioso palazzo. Vengono così a conoscenza, dell'esistenza di quel che rimane delle antiche vestigia di Atlantide, e soprattutto della sua regina: Antinea.
La regina è una donna crudele che, nella vana speranza di riunirsi all'amante ideale per l'eternità, massacra e pietrifica i suoi infelici spasimanti; il mitico regno di Atlantide, sprofondato nella notte dei tempi nel mare e riemerso tra le sabbie del deserto è minacciato dall'incombente la distruzione, rappresentata dall'esperimento nucleare.
Comprendendo che la città sotterranea si trova proprio nell'area dell'esplosione, cercano di convincere la regina e il suo braccio destro, appunto lo sceicco Tamal sull'imminente pericolo.
Il pilota, John, colpevole di aver tentato la fuga, viene torturato, ucciso e fuso in una statua d'oro. L'ingegner Robert è condannato a lavorare con gli schiavi nelle miniere. Pierre, entrato nelle grazie della regina, ha salva la vita anche se non può abbandonare la reggia, ma viene costretto ad uccidere Robert.
Dopo aver inutilmente tentato di convincere Antinea del pericolo imminente che sta per sconvolgere la regione, il giovane riesce con l'aiuto di Tamal ad eludere i suoi sorveglianti e si mette in salvo insieme alla giovane ancella Zinah.

## Produzione
Nel 1961, mentre a Cinecittà imperversava il genere peplum, che s'ispirava ai personaggi e luoghi del mito greco-romano, ci furono alcuni esempi di commistione di questo con la fantascienza.
Negli stabilimenti della Titanus, con capitali e sceneggiatori italiani e francesi, viene così realizzato Antinea, l'amante della città sepolta, quarta trasposizione cinematografica ispirata dal romanzo L'Atlantide di Pierre Benoît.
Il film ebbe un inizio riprese molto tormentato. Cominciò a dirigere il film Frank Borzage (1893 - 1962).
Un articolo de «La fiera cinema» del dicembre 1960, si raccontano i preparativi per la scena dell'arrivo dei tre soldati francesi (così recita l'articolo, in realtà tecnici di una base atomica):
Il clima della mitica città è stato ricreato con elementi tratti dai monumenti di antiche civiltà orientali. Ora le ancelle ed i tuareg entrano in teatro e si dispongono lungo le gradinate del trono. Giunge anche Haya Harareet, in un fastoso costume di velo e di oro. È un'apparizione che produce una certa agitazione anche fra macchinisti ed elettricisti poiché il vestito lascia ampiamente scoperto, con scorci assai suggestivi, il corpo perfetto dell'attrice israeliana. I costumi di Atlantide sono stati disegnati da un giovane modellista, Vittorio Rossi, il quale si è ispirato alla civiltà dei Maya: ha, infatti, preferito seguire il filone culturale meno battuto e gli effetti che ha ottenuto sono veramente notevoli. La scena che si sta per girare è quella dell'arrivo dei tre soldati francesi nella reggia di Atlantide. Red Fulton, Georges Rivière e Jean-Louis Trintignant vengono trascinati da Amedeo Nazzari, un imponente sceicco, davanti al trono di Antinea. L'organizzazione della scena richiede un tempo assai lungo: Borzage è un regista molto accurato e vuole disporre personalmente tutte le posizioni ed i movimenti delle ancelle, dei tuareg, degli schiavi. Ma questa volta l'imprevisto è rappresentato da un grosso ghepardo. Secondo il copione, l'animale deve seguire passo passo la regina. È stato trovato a Napoli un ghepardo sufficientemente domestico e finora tutto è andato bene. Ma oggi la bestia è molto irrequieta: forse è frastornata dalle fiamme che ardono sui tripodi. Fatto è che si agita, digrigna i denti e mostra di essere di cattivo umore. Haya Harareet lo guarda con diffidenza e manifesta qualche perplessità. Il ghepardo deve, infatti, essere lasciato libero e nella scena l'attrice deve accarezzarlo in continuazione. Viene deciso di somministrare alla bestia una polpetta imbottita di tranquillanti. La scena viene quindi sospesa in attesa che i calmanti facciano effetto sul ghepardo troppo nervoso.»
Saranno i dissidi con la produzione, l'età o soprattutto la malattia, che lo condurrà alla morte l'anno seguente, a portare Borzage a cedere la regia dopo appena dieci giorni di riprese. Dopo un primo tentativo da parte di Edmond T. Greville, è finalmente Edgar G. Ulmer (1904 - 1972) in collaborazione con Giuseppe Masini a completare l'opera.
Ulmer, considerato l'esponente del cinema povero e di seconda serie, è comunque un nome famoso nella storia cinematografica e che ha dato la sua impronta personale anche in quello di fantascienza e dell'orrore. Tra le sue pellicole degne di citazione si possono ricordare The Black Cat (1934) con Boris Karloff e Bela Lugosi, The Man from Planet X (1951) e Beyond the Time Barrier (1960).
Anche per l'interprete della Regina Antinea ci furono dei cambiamenti in corso d'opera.
Borzage iniziò le riprese con l'attrice e cantante statunitense Dorothy Dandridge (1922 - 1965, una delle più magnifiche Carmen della storia del cinema nel Carmen Jones del 1954 con Harry Belafonte), ma per la produzione questa non era abbastanza esotica o forse troppo di "pelle nera". Sta di fatto che venne sostituita con la polposa Haya Harareet, un'ex tenente dell'esercito israeliano, con l'unica apparizione di rilievo della sua carriera per l'interpretazione di Esther a fianco di Charlton Heston nel film Ben-Hur di William Wyler del 1959.
Ulmer decide di riprendere tutto a zero: riscrive la sceneggiatura, ridisegna gli abiti e scenari, ispirandosi per certi a quelli di Jacques Feyder (regista de L'Atlantide del 1921), inventa dei personaggi.

## Accoglienza

### Critica
Del romanzo di Pierre Benoit resta poco. Questo sarà una delle colpe maggiori imputategli dalla critica, specialmente da quella sciovinista francese, accusando l'opera di annichilire il mito antinealiano con una truffa ai danni del pubblico.
Il film in sé ha ben poco di fantascientifico: probabilmente la sua inclusione in alcune filmografie riguardanti il genere è dovuta all'equivalenza, che viene attribuita solitamente, tra il fantastico e la fantascienza. La sua atmosfera sospesa, in questo caso tra il clima attuale, materializzato dalla minaccia incombente dell'esperimento atomico, e quello passato, su cui si basa il mondo sotterraneo di Atlantide, è una caratteristica del fantastico.
Antinea è sempre la crudele regina che nella vana speranza di riunirsi all'amante ideale per l'eternità massacra e pietrifica i suoi infelici spasimanti; il mitico regno di Atlantide, sprofondato nella notte dei tempi nel mare, riemerge tra le sabbie del deserto per diventare nido di complotti di consiglieri e sacerdoti infidi... Ma nuova è la causa che ne determinerà la distruzione: un esperimento nucleare che - segno della civiltà moderna - spazzerà via tutto senza badare troppo al valore dei miti o delle leggende.

Nonostante il buon cast e l'impronta di Ulmer (in particolare, nelle sequenze del viaggio sotterraneo si ritrovano le atmosfere e le ombre care al regista) il film non regge il paragone con le altre versioni, riducendosi ad un'avventura piuttosto farraginosa di vendette e di gelosie.»
(Fantafilm)
Il pilota, John, personaggio del tutto inutile alla storia, colpevole di aver tentato la fuga, viene torturato, ucciso e fuso in una statua d'oro. L'ingegner Robert, condannato a lavorare con gli schiavi nelle miniere, non ha niente dell'integrità morale dell'intellettuale Morhange di Benoit ma tutta la volgarità e mediocrità yankee: è infastidito dallo stare nel deserto, fischia dietro alle ancelle della regina come un bullo di periferia, insulta fin dall'inizio Antinea utilizzando vocabolario da carrettiere. Pierre, personaggio privo di espressione e di passione, entrato nelle grazie della regina, ha salva la vita anche se non può abbandonare la reggia; per giunta, seguendo la trama del romanzo di Benoit, questi viene costretto ad uccidere Robert.
Le critiche più feroci imputarono a questo film delle scenografie alquanto pacchiane, dalla giapponeseria di certi paraventi ai tavolini Luigi XV con sopra un fiore in un vaso cinese: una caverna di Alì Babà di periferia con una bella principessa con corona di ferro battuto sulla fiammeggiante parrucca rossa mentre reggiseno e chincaglierie da bazar formano una parure, che danno ad Antinea la dubbia eleganza di donna del ceto medio americano anni sessanta.
Tutto questo svilisce l'opera già molto titubante nella nuova versione della storia voluta dal regista, dove ritroviamo il Cegheir-ben-Cheikh del romanzo di Benoit trasformato in Tamal, il vero signore di quel mondo sotterraneo. Uno sceicco arabo con studi occidentali che ritrovandosi straniero sia in Europa che a casa propria si auto-costruisce nelle rovine di Atlantide un suo mondo, una società costruita sulla devozione al dio Moloch e sui sacrifici umani, e nei sotterranei degli schiavi (pettinati con bei cappelli di paglia) estraggono l'uranio controllati da guardie nei djellaba tradizionali ma armati di sofisticati mitra.
Nel ricostruito palazzo colloca la sua schiava preferita inventandola come Antinea principessa di quel mondo sotterraneo in mezzo al mare di sabbia, come fece Poseidone che sposando Clito la pose al centro all'isola in mezzo all'oceano di acqua. Come Zeus distrusse Atlantide, anche la punizione agli esseri umani "mancanti di virtù" arriva dal cielo; comunque la bomba purificatrice risparmierà, come tutti i miti del Diluvio universale, solamente una coppia.
Negli anni sessanta, la coesistenza pacifica si afferma dopo la guerra fredda degli anni cinquanta. L'Europa stretta nella morsa delle superpotenze punta sull'effetto della dissuasione nucleare, anche se come Ulmer, molta gente crede che il nucleare (civile) sia l'avvenire del mondo, anche se ne ignora i rischi e le possibili ricadute.
Nell'agosto del 1961 quando esce il film, la Francia non ha ancora risolto i postumi della guerra d'Algeria del 1956, fa scoppiare nel deserto di quest'ultima la sua quarta bomba atomica. La campagna di "rassicurazione sul buon nucleare" porta anche ad utilizzare film come questo, inserendoci spezzoni d'immagini di documentari in bianco e nero di esplosioni reali in un peplum farcito d'erotismo mammario in Technirama ed Eastmacolor.
Oggi l'immagine di Pierre e Zinah che si proteggono dietro una roccia dalle radiazioni dell'avvenuta esplosione, per poi lanciarsi amorosamente poi, mano nella mano verso il luogo dove la bomba è appena esplosa, risulta di un'ingenuità disarmante.